# Ophrys lunulata
Ophrys lunulata là một loài phong lan bản địa Sicilia.

## Hình ảnh

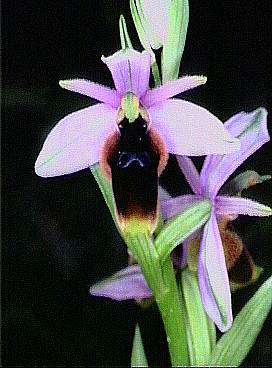
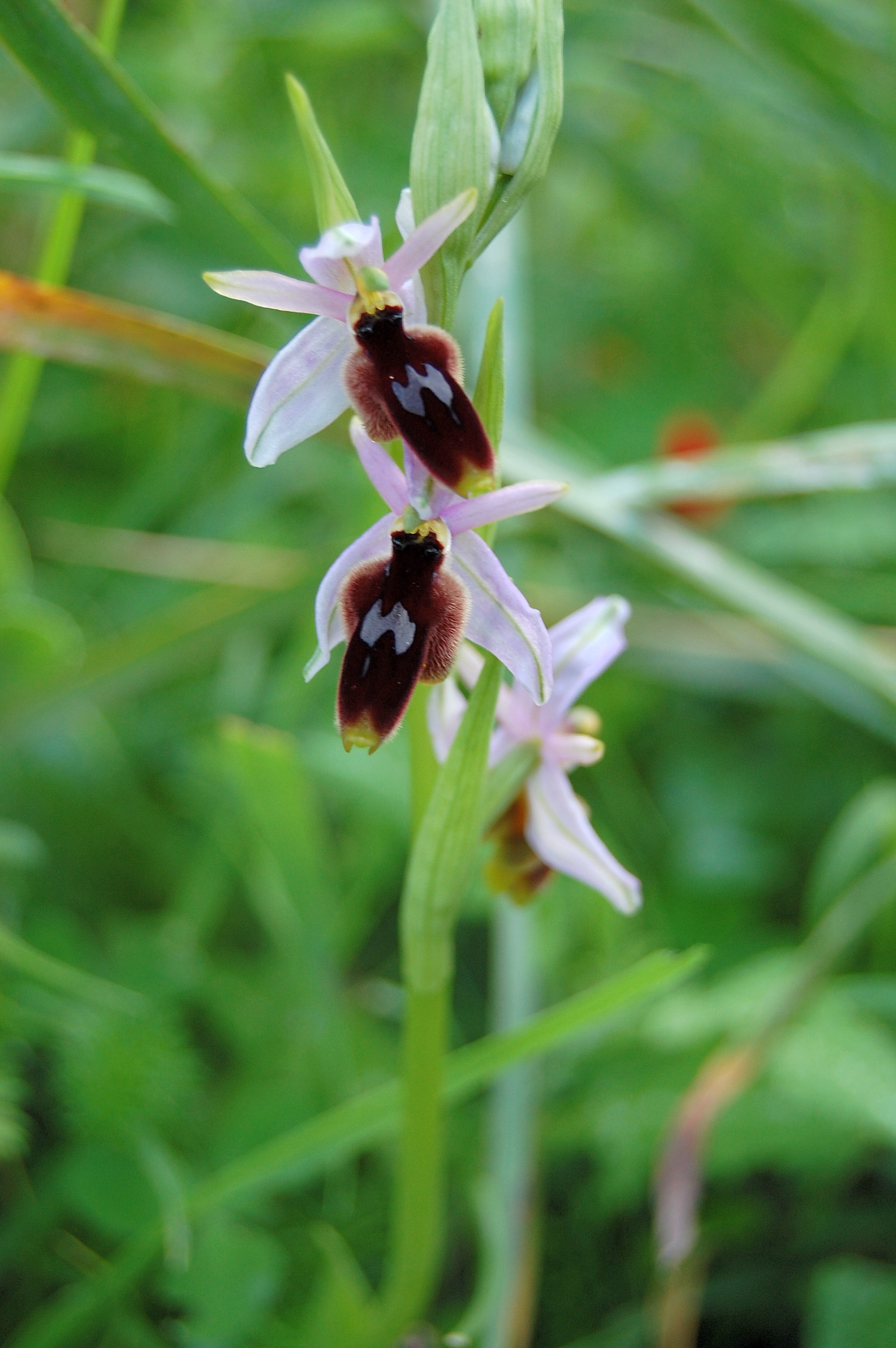